# Mountgerald
Mountgerald (Schots-Gaelisch: An Claon) is een dorp ongeveer 3 kilometer ten noordoosten van Dingwall in de Schotse lieutenancy Ross and Cromarty in het raadsgebied Highland.